# Paula Pareto
Paula Pareto, född den 16 januari 1986 i San Fernando, Argentina, är en argentinsk judoutövare.
Hon tog OS-brons i damernas extra lättvikt i samband med de olympiska judotävlingarna 2008 i Peking. Vid olympiska sommarspelen 2016 i Rio de Janeiro tog Pareto guldmedaljen i extra lättvikt.